# 朱宸慧
朱宸慧（1990年2月8日—），昵称雪梨、Cherie，浙江省温州市人，中国大陆女模特、网络红人，杭州宸帆电子商务有限责任公司董事长兼CEO。毕业于浙江工商大学经济学院国贸系，曾于奥克兰大学留学，也是湖畔大学第六期学员。2011年，朱宸慧创业开设淘宝店，2016年创立宸帆电商，担任董事长兼CEO。2019年下半年转型成为直播购物主播，截至2021年位居淘宝直播榜第三，仅次于李佳琦和薇娅。2021年11月因偷逃税款被税务部门处罚。

## 生平
朱宸慧出生于浙江省温州市鹿城区，先后在广场路小学、温州实验中学、温州二中就读，初中时成绩优异，擅长数学和英语。2009年考入浙江工商大学经济学院国贸系，在校期间曾参加大学组织的“十大校园主持人”比赛。2011年，赴新西兰奥克兰大学作为交流生留学。在新期间，遭遇2011年基督城地震并接受温州当地媒体《温州商报》采访，也更新其QQ签名表达平安。
2011年，当时还是大三生的朱宸慧与同学钱昱帆（昵称“钱夫人”）拿着3000元奖学金创立“钱夫人家 雪梨定制”女装店，在淘宝网上被评价为金冠店铺，朱宸慧本人更亲自担任店内模特，也使其迅速成为网络红人。2021年8月，朱宸慧在接受采访时表示该店是宸帆电商的前身。
2015年，朱宸慧与好友创办杭州宸帆服饰有限公司。2016年10月，朱宸慧与钱昱帆创立宸帆电商，朱宸慧任董事长及CEO，持股比例为14.9%。宸帆电商同时与新浪微博达成合作，当年商品交易总额突破10亿元人民币。据媒体统计，朱宸慧共计在16家公司任职，其中担任法定代表人职务的有13家。
2019年8月29日，朱宸慧开设网络直播间首次直播销售，当日成交额达6100万人民币，吸引近300万人次观看。在21天内她开了3场淘宝直播，累计成交额1.7亿元。10月31日，朱宸慧给自家店铺里的新品服装直播销售，预售额超过1亿元。朱宸慧的直播间是由公司办公室临时改造而成的，直播的设备也是临时搭好，而直播间的灯也拍淘宝照片时的灯。所有登上直播间的商品均需经过选品、试用、谈判等环节，所有商品均基于朱宸慧本人“觉得好用”，合作方基本以官方旗舰店为主，也与家乡温州的品牌进行合作。2020年5月，朱宸慧邀请周扬青作为直播间嘉宾，观看人次超过4000万，在微博上创造了4个热搜话题。此后朱宸慧开始频繁邀请明星、网红作为直播间嘉宾，一年内跻身一线主播行列，在淘宝直播榜排名第三，仅次于李佳琦和薇娅。8月28日，朱宸慧举办首个“雪梨粉丝节”，当晚直播间销售额突破3亿元，同时设立北京新阳光慈善基金会雪梨守护成长慈善基金，为脑瘤患儿提供经济资助。她表示将再次捐出100万元，助力脑瘤患儿康复成长。
2021年8月26日，雪梨以脱口秀+直播的形式开启第二届粉丝节，该场持续近9小时的直播销售额超10亿元人民币，超越同档直播的李佳琦的1.05亿元、薇娅的9107万元，也短暂地成为了“淘宝一姐”。
2021年9月，宸帆拍下杭州滨江区地块。2023年6月8日，宸帆与绿城管理举行签约仪式，委托绿城管理在杭州市滨江区代建“宸帆人工智能新电商产业基地”。宸帆董事长朱宸慧，绿城管理党委书记、副总裁，绿城乐居集团总经理骆祎共同出席并签署项目合作协议。与此同时，朱宸慧在淘宝又开设了女装店铺Lilylikes Online，之后登上淘宝神店榜“新锐红人女装店铺榜”的第一位。

## 评价
曾任阿里巴巴参谋部资深副总裁曾鸣曾评价朱宸慧为“淘宝现在最好的网红之一”，并写入他所撰写的《曾鸣智能商业20讲》一书中。而雪梨也经常在直播间发脾气，曾因冲员工发火登上网络热搜，引发很多关注者取消关注，被网民评价为“三天一生气，两天一大哭”。
在排名方面，2017年，福布斯杂志推出“中国30位30岁以下精英榜”，朱宸慧作为零售和电商领域的代表之一上榜。2019年登上《2019胡润Under30s创业领袖》榜单。

## 个人生活
2015年6月，朱宸慧与王思聪的恋情曝光，引发网民关注，而她的淘宝店粉丝数也暴涨400万人。2016年，二人被曝分手。在她后来以嘉宾身份参加录制的脱口秀节目中表示，當時她和王思聰分手的原因是想要一場勢均力敵的愛情，但是發現敵不過。
2017年7月27日，朱宸慧与其所在公司合夥人張衍訂婚，在2天前被對方單膝下跪，成功求婚。她也邀請許多網紅好友參加婚礼。2018年2月18日，朱宸慧在美国生下儿子“豆子”。

## 争议

### 直播间诋毁商品事件
2020年双十一期间，朱宸慧举行“雪梨双十一母婴超品日”直播活动，直播中有关于“帮宝适拉拉裤”的推荐，就观看直播的网民提出“好奇品牌便宜”的问题，朱宸慧就此表示“有人说好奇便宜，我跟你说，好奇就是不好”。其品牌方金佰利中国公司认为其前述言论对该公司构成商业诋毁，故将朱宸慧及其背后的两家公司均告上法庭，要求被告刊登声明消除影响、赔偿损失。2023年4月，上海市杨浦区人民法院判决朱宸慧刊登声明、消除影响，赔偿原告损失及合理费用共计20万元人民币。

### 天价运费事件
2021年8月26日，朱宸慧举行雪梨粉絲節，当天直播間上架低價秒殺活動，結果部分買家秒殺搶到價格为1分錢但运费却高达999元人民币的商品，客服又指客戶所在的地區為不發貨地區，要支付郵費才能發貨。9月2日，雪梨公司工作人员表示该活动是限时秒杀，抢完了运费就会显示为999元。但媒體和網民质疑此为糊弄消费者。3日，雪梨通過微博發布聲明稱，事發當晚準備的70萬份1分錢秒殺品於直播中已悉數秒殺完畢，之所以出現999元郵費是因为每位用戶限購1份，當同一用戶同時拍下2份後台會觸發默認的999元運費機制，涉及此情況的用戶一共有174位。北京京师律师事务所律师李宝莲表示，雪梨直播间在未提前告知限购规则又通过技术手段在后台设置高额运费，其明显侵犯了消费者的知情权、公平交易权。

### 偷逃税款案及后续
2021年10月底，网民爆料称雪梨所属公司宸帆电商因税务问题被调查立案，对此雪梨团队相关负责人回应称情况并不属实。2021年11月22日，浙江省杭州市税务局发布通报指杭州市税务部门发现雪梨涉嫌偷逃税款对其进行立案。经查朱宸慧在2019年至2020年期间通过设立个人独资企业的形式，虚构业务把从有关企业取得的个人工资薪金和劳务报酬所得8445.61万元，转换为个人独资企业的经营所得，偷逃个人所得税3036.95万元。税务部门对朱宸慧追缴税款、加收滞纳金并拟处1倍罚款共计6555.31万元人民币。涉嫌策划、实施和帮助偷逃税的宸帆电商首席战略官李志强已被立案检查。该消息发布后登上微博话题热搜第一，不少网民也涌入雪梨的淘宝页面要求平台封杀她。
事发后，朱宸慧发表致歉信，称她将大部分的时间忙于一线业务，忽视了专业财税知识的学习，导致违反了相关税收法律规定。朱宸慧表示接受税务部门做出的处罚决定，并将及时补缴税款、缴纳罚款和滞纳金，暂停其直播间直播，进行规范和整顿；同时表示将更加合规经营，依法缴纳税款。据业内人士透露，淘宝平台已通知商家，雪梨将暂时禁播15天，商品标题含有二人名字的也要修改。此外，朱宸慧的微博账号也“因违反社区公约”暂时处于禁言状态。
12月3日，由朱宸慧任执行董事的杭州千屹企业管理有限公司注销，注销原因为决议解散。此前由她担任法定代表人的多家企业也已经注销，其中涉及此次事件的上海豆梓麻营销策划中心、上海皇桑营销策划中心分别于8月19日和9月1日注销。
12月9日，朱宸慧的微博账号因被投诉违反法律法规和《微博社区公约》相关规定而被封号。翌日，网民爆料称朱宸慧不向员工缴纳社保，引发关注。宸帆公司负责人其后回应其言论与事实不符。12日，朱宸慧的淘宝店铺内商品也因“违反相关规定”作下架处理，此前她在多个社交平台注册的账号也被封禁。部分在该店购买过商品的网民也因店铺被关停，就发货后售后问题感到担忧。此外宸帆电商官网也因此事件无法访问。13日，宸帆电商工作人员表示，对于已经购买了店铺商品的顾客，已经通过淘宝私信解释，会按照之前订单上预定的时间发货。商品下架不影响任何订单权益，工作人员会及时处理所有问题。截至12月13日，朱宸慧在淘宝的“cherie beauty美妆店”以及宸帆旗下其他店铺仍在正常运营。
12月15日，国家网信办发布消息称，各地网信办要求网站平台切实履行主体责任，对违法违规“头部账号”依法予以惩处，其中包括存在偷逃税款的朱宸慧。自12月下旬开始，网络上传出宸帆公司近日已经解散的消息，其线下店铺也开始清仓销售，店外出现排长队的场面。由于处于疫情期间，在被投诉人挤人后，店铺暂停营业。有观点猜测，雪梨公司清仓大甩卖是为了补税回款。对此，宸帆内部人员对此回应称“正常清仓”。
2022年2月，曾经担任雪梨助播的余光宸成为淘宝直播间“光光来了”主播。直播间后改名“香菇来了”，朱宸慧丈夫张珩频繁亮相。2022年5月，杭州宸帆电子商务有限责任公司法定代表人朱宸慧被列为被执行人，被冻结股权数额90万人民币；2022年11月，宸帆电商关联公司杭州辰范网络科技有限公司，因提供的产品医疗广告内容未取得《医疗广告审查证明》，被杭州市高新区(滨江)市场监督管理局罚没13.4万余元。

### 被举报吸毒
2024年8月27日，微博博主“Candy要飞”实名举报朱宸慧在酒店开房聚众吸毒。爆料中指出，朱宸慧于8月26日“在康莱德酒店2818房间吸毒”。该博主于28日凌晨表示已报警。朱宸慧随后表示相关消息系谣言，已向公安机关报案。28日晚，杭州市公安局上城区分局发布通报说，朱宸慧的人体生物样本检测结果为阴性。上城公安分局已对诽谤朱宸慧的吴某某、黄某某传唤调查。事发后，“Candy要飞”微博已被永久禁言。